# 神奈川県立平塚工科高等学校
神奈川県立平塚工科高等学校（かながわけんりつひらつかこうかこうとうがっこう）は神奈川県平塚市黒部丘に所在する公立高等学校。
神奈川県立平塚工業高等学校、神奈川県立平塚西工業技術高等学校が統合して2003年に創立された。現校地は旧平塚工業高校の敷地であり、校舎等の学習施設もそのまま使用している。

## 特色
通常、工業高校は機械、電気等の希望学科を入学時に選択するが、平塚工科高校は入学初年度に基礎科目を共通履修し、2年次より興味・適性等に応じて機械系（機械技術、メカトロニクス）、自動車系（自動車コース）、電気系（電気技術、情報技術）、環境化学系（エネルギー、マテリアル）、理工系（大学進学）の各コースに分かれ、専門性を高めるという進級時選択制を採用している。
実習設備は学校統合によって以前にも増して充実しており、特に自動車実習設備は県内の高校で唯一、国土交通大臣指定の「一種自動車整備士養成施設」の認定を受けている。他にも在学中に取得可能な各種国家資格および技能検定が豊富にある。

## 沿革
- 2003年 平塚工業高校と平塚西工技高校が統合、神奈川県立平塚工科高等学校 開校（総合技術科：機械系・電気系・環境科学系の4コース）。
- 2007年 4年制理工系大学への進学希望者を対象とした理工系を設置。計5コースとなる。
- 2008年 神奈川工科大学および慶應義塾大学との連携教育協定を締結。各大学の教育設備利用が可能になる。
- 2009年 自動車コースを自動車系に変更。計6コースになる。

## 部活動
運動系
水泳・硬式野球・ラグビー・バドミントン・ソフトテニス・卓球・バスケットボール・バレーボール・陸上競技・柔道・山岳・サッカー・ゴルフ・空手道・硬式テニス
文化系
美術・写真・音楽・吹奏楽・社会・電気・アマチュア無線・園芸・化学・機械
同好会
イラスト模型・交通研究・自転車・家庭科・ダンス
文化系では電気部員が「高校生ものづくりコンテスト全国大会」に出場、社会部は「ワールド・ソーラー・バイシクル・レース」で総合優勝、「Dream Cup ソーラーカーレース鈴鹿」18歳以下のクラスで6連覇、総合部門でも大学や企業のチームを破り5連覇するなど、国内ソーラーカーレースにおける屈指の強豪である。
運動系は空手道部、柔道部などが近年力をつけてきている。

## 校歌
- 土岐善麿 作詞、信時潔作曲。 1956年9月制定、旧平塚工業高等学校校歌を継承。

## 交通
- JR東海道線平塚駅西口 徒歩15分

## 著名な出身者
- 大沢啓二（元プロ野球選手・プロ野球監督、野球評論家：中退）
- 川又浩（アニメーション監督、アニメーション演出家、アニメーター）
- 北野武郎（プロボクサー）
- 佐藤昭弘（英文ジャーナリスト）
- 菅沼赫（俳優）
- 浜田晃（俳優）
- 林正儀（オーディオ評論家）
- 平田淳二（プロレスラー：中退）
- 松井康成（陶芸家・人間国宝）
- 三宅剛正（作曲家、ミュージシャン）